# Kendrick Lamar-diszkográfia
Kendrick Lamar amerikai rapper karrierje során hat stúdióalbumot, egy válogatásalbumot, egy középlemezt, öt mixtape-et, 65 kislemezt (44-et közreműködő előadóként), három promóciós kislemezt és 55 videóklipet adott ki. Lamar eredetileg a K-Dot művésznév alatt készített zenét, négy mixtape-et adott ki az álnév alatt: a Y.H.N.I.C. (Hub City Threat: Minor of the Year)-t (2004), a Training Dayt (2005), a No Sleep ’Til NYC-t (2007; Jay Rockkal) és a C4-t (2009). Ötödik mixtape-jénak, az Overly Dedicatednek 2010-es kiadása után kezdett el szert tenni népszerűségre. Lamar első albuma volt, amely születési neve alatt jelent meg és szerepelt a Billboard Top R&B/Hip-Hop Albums slágerlistán.
Lamar debütáló stúdióalbuma, a Section.80 2011. július 2-án jelent meg a Top Dawg Entertainment (TDE) kiadón keresztül. 113. helyig jutott a Billboard 200 slágerlistán, erről a lemezről jelent meg első kislemeze, a HiiiPoWeR. 2012 közepén Lamar elkezdte népszerűsíteni második stúdióalbumát és egyben első albumát, amelyet egy nagy kiadónál adott ki, a Good Kid, M.A.A.D Cityt. A The Recipe című kislemeze 38. helyig jutott a Billboard Hot R&B/Hip-Hop Songs slágerlistán. A Swimming Pools (Drank), a Good Kid, M.A.A.D City első kislemeze 17. helyig jutott a Billboard Hot 100-on és Lamar első dala lett, ami betört a slágerlista első 20 helyére. A Good Kid, M.A.A.D City 2012 októberében jelent meg, a TDE, az Aftermath és az Interscope kiadókon keresztül. Az albumot méltatták a zenei szakértők és második helyet ért el a Billboard 200-on.
2015. március 16-án Lamar kiadta harmadik stúdióalbumát, a To Pimp a Butterflyt. Kiadása előtt az albumról két kislemez jelent meg, az i és a The Blacker the Berry, amelyek 39. és 66. helyekig jutottak a Billboard Hot 100-on. A To Pimp a Butterfly kiemelkedő értékeléseket kapott a zenekritikusoktól, világszerte sikeres volt (első helyen debütált Ausztráliában, Kanadában, Új-Zélandon, az Egyesült Államokban és az Egyesült Királyságban) és minden idők egyik legjobb albumának tekintik, többek között 19. helyen szerepel a Rolling Stone Minden idők 500 legjobb albuma listáján is.
2016. március 4-én megjelentette az Untitled Unmastered válogatásalbumot, amelyen korábban kiadatlan demófelvételek szerepeltek. A válogatás listavezető lett az Egyesült Államokban, Lamarnak ezzel egy éven belül két első helyezett lemeze volt.
2017. április 14-én jelent meg negyedik albuma, a Damn, amely háromszoros platina minősítést kapott és a Billboard 200 első helyén debütált. Az album Humble, Loyalty és Love kislemezei mind szerepeltek a Billboard Hot 100 első 15 helyén, míg a Humble az előadó első listavezető dala lett a Billboard Hot 100-on, fő előadóként.

## Albumok

### Stúdióalbumok
| Cím                           | Részletek | Slágerlista | Slágerlista | Slágerlista | Slágerlista | Slágerlista | Slágerlista | Slágerlista | Slágerlista | Slágerlista | Slágerlista | Eladások                        | Minősítések |
| Cím                           | Részletek | US          | US R&B /HH  | AUS         | BEL (FL)    | CAN         | DEN         | FRA         | IRL         | NZ          | UK          | Eladások                        | Minősítések |
| ----------------------------- | --- | ----------- | ----------- | ----------- | ----------- | ----------- | ----------- | ----------- | ----------- | ----------- | ----------- | ------------------------------- | --- |
| Section.80                    | - Megjelent: 2011. július 2. - Kiadó: Top Dawg - Formátumok: CD, digitális letöltés                                                | 113         | 21          | —           | —           | —           | —           | —           | —           | —           | —           | - US: 130 000 - UK: 27 348      | - RIAA: Arany |
| Good Kid, M.A.A.D City        | - Megjelent: 2012. október 22. - Kiadó: Top Dawg, Aftermath, Interscope - Formátumok: CD, LP, digitális letöltés                   | 2           | 1           | 23          | 46          | 2           | 20          | 57          | 26          | 7           | 16          | - US: 1 720 000 - UK: 300 000   | - RIAA: 3× Platina - ARIA: 2x Platina - BPI: Platina - IFPI DEN: Platina - MC: Arany - RMNZ: Platina                         |
| To Pimp a Butterfly           | - Megjelent: 2015. március 16. - Kiadó: Top Dawg, Aftermath, Interscope - Formátumok: CD, LP, digitális letöltés                   | 1           | 1           | 1           | 4           | 1           | 3           | 17          | 6           | 1           | 1           | - US: 1 050 000 - UK: 170 162   | - RIAA: Platina - ARIA: Arany - MC: 2× Platina - BPI: Arany - IFPI DEN: Platina                                              |
| Damn                          | - Megjelent: 2017. április 14. - Kiadó: Top Dawg, Aftermath, Interscope - Formátumok: CD, LP, digitális letöltés                   | 1           | 1           | 2           | 2           | 1           | 2           | 3           | 2           | 2           | 2           | - WW: 1 300 000 - US: 1 002 000 | - RIAA: 3× Platina - ARIA: Platina - BPI: Platina - IFPI DEN: 2× Platina - MC: 4× Platina - RMNZ: 2× Platina - SNEP: Platina |
| Mr. Morale & the Big Steppers | - Megjelent: 2022. május 13. - Kiadó: Top Dawg, Aftermath, Interscope - Formátumok: CD, LP, kazetta, digitális letöltés, streaming | 1           | 1           | 1           | 1           | 1           | 1           | 3           | 1           | 1           | 2           | - US: 177 000                   | - ARIA: Arany - BPI: Arany - IFPI DEN: Arany - RMNZ: Platina - SNEP: Arany                                                   |
| GNX                           | - Megjelent: 2024. november 22. - Kiadó: PGLang, Interscope - Formátumok: CD, LP, kazetta, digitális letöltés, streaming           | 1           | 1           | 1           | 3           | 1           | 1           | —           | 1           | 1           | 1           |                                 | |

### Válogatásalbumok
| Cím                 | Részletek | Slágerlista | Slágerlista | Slágerlista | Slágerlista | Slágerlista | Slágerlista | Slágerlista | Slágerlista | Slágerlista | Slágerlista | Eladások                   |
| Cím                 | Részletek | US          | US R&B /HH  | AUS         | BEL (FL)    | CAN         | DEN         | FRA         | IRL         | NZ          | UK          | Eladások                   |
| ------------------- | --- | ----------- | ----------- | ----------- | ----------- | ----------- | ----------- | ----------- | ----------- | ----------- | ----------- | -------------------------- |
| Untitled Unmastered | - Megjelent: 2016. március 4. - Kiadó: Top Dawg, Aftermath, Interscope - Formátumok: CD, LP, digitális letöltés | 1           | 1           | 3           | 11          | 1           | 13          | 55          | 9           | 5           | 7           | - US: 142,000 - UK: 37,059 |

### Filmzenei albumok
| Cím                                                    | Részletek | Slágerlista | Slágerlista | Slágerlista | Slágerlista | Slágerlista | Slágerlista | Slágerlista | Slágerlista | Slágerlista | Slágerlista | Eladások      | Minősítések                                                                     |
| Cím                                                    | Részletek | US          | US R&B /HH  | AUS         | BEL (FL)    | CAN         | DEN         | FRA         | NZ          | SWE         | UK          | Eladások      | Minősítések                                                                     |
| ------------------------------------------------------ | --- | ----------- | ----------- | ----------- | ----------- | ----------- | ----------- | ----------- | ----------- | ----------- | ----------- | ------------- | ------------------------------------------------------------------------------- |
| Black Panther: The Album (különböző előadókkal együtt) | - Megjelent: 2018. február 9. - Kiadó: Top Dawg, Aftermath, Interscope - Formátumok: CD, LP, digitális letöltés | 1           | 1           | 2           | 8           | 1           | 1           | 93          | 2           | 1           | —           | - US: 209,000 | - RIAA: Platina - ARIA: Arany - IFPI DEN: Platina - RMNZ: Platina - SNEP: Arany |

### Mixtape-ek
| Cím                                                           | Részletek                                                                                | Slágerlista | Slágerlista | Eladások     |
| Cím                                                           | Részletek                                                                                | US R&B /HH  | US Heat.    | Eladások     |
| ------------------------------------------------------------- | ---------------------------------------------------------------------------------------- | ----------- | ----------- | ------------ |
| Y.H.N.I.C. (Hub City Threat: Minorof the Year) (K. Dot néven) | - Megjelent: 2004 - Kiadó: Konkrete Jungle Muzik - Formátumok: CD                        | —           | —           |              |
| Training Day (K. Dot néven)                                   | - Megjelent: 2005. december 30. - Kiadó: Top Dawg - Formátumok: CD                       | —           | —           |              |
| No Sleep ’Til NYC (K. Dot néven, Jay Rockkal)                 | - Megjelent: 2007. december 24. - Kiadó: Top Dawg - Formátumok: CD                       | —           | —           |              |
| C4 (K. Dot néven)                                             | - Megjelent: 2009. január 30. - Kiadó: Top Dawg - Formátumok: CD                         | —           | —           |              |
| Overly Dedicated                                              | - Megjelent: 2010. szeptember 14. - Kiadó: Top Dawg - Formátumok: CD, digitális letöltés | 72          | 46          | - US: 12,000 |

## Középlemezek
| Cím               | Részletek                                                                          |
| ----------------- | ---------------------------------------------------------------------------------- |
| Kendrick Lamar EP | - Megjelent: 2009. december 31. - Kiadó: Top Dawg - Formátumok: digitális letöltés |

## Kislemezek

### Fő előadóként
| Cím                                                                  | Év   | Slágerlista | Slágerlista | Slágerlista | Slágerlista | Slágerlista | Slágerlista | Slágerlista | Slágerlista | Slágerlista | Slágerlista | Minősítések | Album                                  |
| Cím                                                                  | Év   | US          | US R&B /HH  | US Rap      | AUS         | BEL (FL)    | CAN         | FRA         | NZ          | SWE         | UK          | Minősítések | Album                                  |
| -------------------------------------------------------------------- | ---- | ----------- | ----------- | ----------- | ----------- | ----------- | ----------- | ----------- | ----------- | ----------- | ----------- | --- | -------------------------------------- |
| HiiiPower                                                            | 2011 | —           | —           | —           | —           | —           | —           | —           | —           | —           | —           | | Section.80                             |
| My People (Jay Rock közreműködésével)                                | 2011 | —           | —           | —           | —           | —           | —           | —           | —           | —           | —           | | Bastards of the Party                  |
| The Recipe (Dr. Dre közreműködésével)                                | 2012 | —           | 38          | 23          | —           | —           | —           | —           | —           | —           | —           | - RIAA: Platina - MC: Platina | Good Kid, M.A.A.D City                 |
| Swimming Pools (Drank)                                               | 2012 | 17          | 3           | 3           | 67          | —           | 99          | 59          | —           | —           | 57          | - RIAA: 4× Platina - BPI: Platina | Good Kid, M.A.A.D City                 |
| Backseat Freestyle                                                   | 2013 | —           | 29          | 22          | —           | —           | —           | —           | —           | —           | 79          | - RIAA: Platina - BPI: Ezüst | Good Kid, M.A.A.D City                 |
| Poetic Justice (Drake közreműködésével)                              | 2013 | 26          | 8           | 6           | —           | —           | —           | —           | —           | —           | —           | - RIAA: 2× Platina - BPI: Ezüst | Good Kid, M.A.A.D City                 |
| Bitch, Don’t Kill My Vibe (szóló vagy remix, Jay-Z közreműködésével) | 2013 | 32          | 9           | 7           | —           | —           | —           | —           | —           | —           | 178         | - RIAA: 4× Platina - BPI: Arany - MC: 3× Platina                                                                                       | Good Kid, M.A.A.D City                 |
| i                                                                    | 2014 | 39          | 11          | 8           | 48          | —           | 61          | 68          | 31          | —           | 20          | - RIAA: Platina - BPI: Ezüst - MC: Platina                                                                                             | To Pimp a Butterfly                    |
| The Blacker the Berry                                                | 2015 | 66          | 25          | 16          | —           | —           | —           | —           | —           | —           | 83          | - RIAA: Arany - MC: Arany | To Pimp a Butterfly                    |
| King Kunta                                                           | 2015 | 58          | 20          | 11          | 32          | 15          | 52          | 80          | 24          | 90          | 56          | - RIAA: Platina - ARIA: Platina - BEA: Arany - BPI: Arany - MC: 4× Platina                                                             | To Pimp a Butterfly                    |
| Alright                                                              | 2015 | 81          | 24          | 20          | —           | —           | —           | —           | —           | —           | 109         | - RIAA: Platina - BPI: Ezüst - MC: 2× Platina                                                                                          | To Pimp a Butterfly                    |
| These Walls (Bilal, Anna Wiseés Thundercat közreműködésével)         | 2015 | 94          | 34          | 25          | —           | —           | —           | —           | —           | —           | 77          | - MC: Arany | To Pimp a Butterfly                    |
| Untitled 07 \| levitate                                              | 2016 | 90          | 27          | 16          | —           | —           | —           | 197         | —           | —           | 93          | | Untitled Unmastered                    |
| Humble                                                               | 2017 | 1           | 1           | 1           | 2           | 15          | 2           | 11          | 1           | 10          | 6           | - RIAA: 7× Platina - ARIA: 8× Platina - BEA: Platina - BPI: 2× Platina - GLF: Platina - MC: Diamond - RMNZ: 3× Platina - SNEP: Platina | Damn                                   |
| Loyalty (Rihanna közreműködésével)                                   | 2017 | 14          | 7           | 6           | 20          | —           | 12          | 43          | 15          | 34          | 27          | - RIAA: 2× Platina - BPI: Arany - MC: 3× Platina                                                                                       | Damn                                   |
| Love (Zacari közreműködésével)                                       | 2017 | 11          | 6           | 5           | 29          | —           | 22          | 88          | 24          | 58          | 39          | - RIAA: 4× Platina - BPI: Arany - MC: 5× Platina                                                                                       | Damn                                   |
| All the Stars (SZA-val)                                              | 2018 | 7           | 5           | —           | 2           | 21          | 7           | 21          | 2           | 9           | 5           | - RIAA: 2× Platina - ARIA: 5× Platina - BEA: Arany - BPI: Platina - GLF: Platina - MC: 5× Platina - RMNZ: Platina                      | Black Panther: The Album               |
| King’s Dead (Jay Rockkal, Future-rel és James Blake-kel)             | 2018 | 21          | 13          | 10          | 58          | —           | 23          | 172         | —           | —           | 50          | - RIAA: 3× Platina - BPI: Ezüst - MC: 2× Platina                                                                                       | Black Panther: The Album és Redemption |
| Don’t Don’t Do It (a N.E.R.D-del)                                    | 2018 | —           | —           | —           | —           | —           | —           | —           | —           | —           | —           | | No One Ever Really Dies                |
| Pray for Me (The Weeknddel)                                          | 2018 | 7           | 4           | —           | 9           | 22          | 5           | 14          | 12          | 4           | 11          | - RIAA: 2× Platina - ARIA: Platina - BPI: Arany - MC: 3× Platina - RMNZ: Arany - SNEP: Arany                                           | Black Panther: The Album               |
| Family Ties (Baby Keemmel)                                           | 2021 | 18          | 8           | 8           | 44          | —           | 19          | —           | 29          | —           | 52          | - RIAA: Arany | The Melodic Blue                       |
| N95                                                                  | 2022 | 3           | 2           | 2           | 3           | 2           | 24          | 2           | 22          | 6           | 2           | - ARIA: Platina - BPI: Ezüst | Mr. Morale & the Big Steppers          |
| Silent Hill (Kodak Blackkel)                                         | 2022 | 7           | 5           | 4           | 21          | 14          | 80          | —           | —           | —           | 15          | | Mr. Morale & the Big Steppers          |
| Die Hard (Blxsttel és Amanda Reiferrel)                              | 2022 | 5           | 4           | —           | 5           | 5           | 32          | 6           | 23          | 7           | 7           | - ARIA: Platina - BPI: Ezüst | Mr. Morale & the Big Steppers          |
| The Hillbillies (Baby Keemmel)                                       | 2023 | 93          | 34          | 23          | —           | 80          | —           | —           | —           | —           | —           | | Nem jelent meg albumon                 |
| Like That (Future-rel és Metro Boominnal)                            | 2024 | 1           | 1           | 1           | 8           | 1           | 66          | 2           | 46          | 6           | 1           | - ARIA: Platina - BPI: Ezüst - MC: 3× Platina - RMNZ: Arany                                                                            | We Don’t Trust You                     |
| Euphoria                                                             | 2024 | 3           | 3           | 2           | 8           | 5           | 76          | 5           | 26          | 11          | 4           | | Nem jelent meg albumon                 |
| Meet the Grahams                                                     | 2024 | 12          | 6           | 5           | 42          | 16          | —           | 22          | 92          | 28          | 17          | | Nem jelent meg albumon                 |
| Not Like Us                                                          | 2024 | 1           | 1           | 1           | 5           | 2           | 43          | 1           | 17          | 6           | 1           | - BPI: Arany - RMNZ: Platina | Nem jelent meg albumon                 |
| Squabble Up                                                          | 2024 | 1           | 1           | 1           | 9           | 3           | —           | 4           | 26          | 4           | 3           | | GNX                                    |
| Luther (with SZA)                                                    | 2024 | 3           | 3           | 3           | 7           | 2           | —           | 1           | 36          | 5           | 4           | | GNX                                    |

### Közreműködő előadóként
| Cím | Év   | Slágerlista | Slágerlista | Slágerlista | Slágerlista | Slágerlista | Slágerlista | Slágerlista | Slágerlista | Slágerlista | Slágerlista | Minősítések | Album                                               |
| Cím | Év   | US          | US R&B /HH  | US Rap      | AUS         | BEL (FL)    | CAN         | DEN         | FRA         | NZ          | UK          | Minősítések | Album                                               |
| --- | ---- | ----------- | ----------- | ----------- | ----------- | ----------- | ----------- | ----------- | ----------- | ----------- | ----------- | --- | --------------------------------------------------- |
| College Girls(8 Ounz; Kendrick Lamar közreműködésével)                                                                           | 2011 | —           | —           | —           | —           | —           | —           | —           | —           | —           | —           | | nem jelent meg albumon                              |
| Hood Gone Love It (Jay Rock; Kendrick Lamar közreműködésével)                                                                    | 2011 | —           | —           | —           | —           | —           | —           | —           | —           | —           | —           | | Follow Me Home                                      |
| Star Life(Lyn Charles; Kendrick Lamar közreműködésével)                                                                          | 2012 | —           | —           | —           | —           | —           | —           | —           | —           | —           | —           | | American Tragedy                                    |
| B-Boyz(Birdman; Mack Maine, Kendrick Lamar, Ace Hood és DJ Khaled közreműködésével)                                              | 2012 | —           | —           | —           | —           | —           | —           | —           | —           | —           | —           | | nem jelent meg albumon                              |
| Push Thru(Talib Kweli; Kendrick Lamar és Currensy közreműködésével)                                                              | 2012 | —           | —           | —           | —           | —           | —           | —           | —           | —           | —           | | Prisoner of Conscious                               |
| Fuckin’ Problems (ASAP Rocky; Drake, 2 Chainz és Kendrick Lamar közreműködésével)                                                | 2012 | 8           | 2           | 2           | 78          | —           | 65          | —           | 30          | —           | 50          | - RIAA: 6× Platina - ARIA: 3× Platina - BPI: Platina - IFPI DEN: Platina - MC: Platina                                                 | Long. Live. ASAP                                    |
| Let Us Move On (Dido; Kendrick Lamar közreműködésével)                                                                           | 2012 | —           | —           | —           | —           | —           | —           | —           | —           | —           | —           | | Girl Who Got Away                                   |
| Live in My Bed(Frank Anthony; Kendrick Lamar közreműködésével)                                                                   | 2013 | —           | —           | —           | —           | —           | —           | —           | —           | —           | —           | | Sixty8 Comeback                                     |
| YOLO (The Lonely Island; Adam Levine és Kendrick Lamar közreműködésével)                                                         | 2013 | 60          | —           | —           | 31          | —           | 26          | —           | —           | 26          | 77          | | The Wack Album                                      |
| How Many Drinks? (Miguel; Kendrick Lamar közreműködésével)                                                                       | 2013 | 69          | 24          | —           | —           | —           | —           | —           | —           | —           | —           | - RIAA: Platina | Kaleidoscope Dream                                  |
| We Up (50 Cent; Kendrick Lamar közreműködésével)                                                                                 | 2013 | —           | 50          | —           | —           | —           | 85          | —           | 135         | —           | —           | | nem jelent meg albumon                              |
| Memories Back Then (T.I., B.o.B, Kendrick Lamar és Kris Stephens közreműködésével)                                               | 2013 | 88          | 30          | 7           | —           | —           | —           | —           | —           | —           | —           | | nem jelent meg albumon                              |
| Looks Good with Trouble(Solange; Kendrick Lamar közreműködésével)                                                                | 2013 | —           | —           | —           | —           | —           | —           | —           | —           | —           | —           | | nem jelent meg albumon                              |
| Street Dreamin(Bridget Kelly; Kendrick Lamar közreműködésével)                                                                   | 2013 | —           | 89          | —           | —           | —           | —           | —           | —           | —           | —           | | All or Nothing                                      |
| Compton’s Finest(H.O.P.E. Wright; Kendrick Lamar közreműködésével)                                                               | 2013 | —           | —           | —           | —           | —           | —           | —           | —           | —           | —           | | nem jelent meg albumon                              |
| Collard Greens (Schoolboy Q; Kendrick Lamar közreműködésével)                                                                    | 2013 | 92          | 28          | 21          | —           | —           | —           | —           | —           | —           | 184         | - RIAA: 2× Platina - BPI: Ezüst | Oxymoron                                            |
| Fragile (Tech N9ne; Kendrick Lamar, ¡Mayday! és Kendall Morgan közreműködésével)                                                 | 2013 | —           | 38          | 23          | —           | —           | —           | —           | 135         | —           | —           | - RIAA: Arany | Something Else                                      |
| Forbidden Fruit (J. Cole; Kendrick Lamar közreműködésével)                                                                       | 2013 | —           | 46          | —           | —           | —           | —           | —           | —           | —           | —           | | Born Sinner                                         |
| Give It 2 U (Robin Thicke; Kendrick Lamar közreműködésével)                                                                      | 2013 | 25          | 7           | —           | 41          | —           | 27          | —           | 53          | 29          | 15          | - ARIA: Arany | Blurred Lines                                       |
| Jealous(Fredo Santana; Kendrick Lamar közreműködésével)                                                                          | 2013 | —           | —           | —           | —           | —           | —           | —           | —           | —           | —           | | Trappin’ Ain’t Dead                                 |
| Radioactive (Imagine Dragons; Kendrick Lamar közreműködésével)                                                                   | 2014 | —           | —           | —           | —           | —           | —           | —           | —           | —           | 32          | | nem jelent meg albumon                              |
| Nosetalgia (Pusha T; Kendrick Lamar közreműködésével)                                                                            | 2014 | —           | —           | —           | —           | —           | —           | —           | —           | —           | —           | | My Name Is My Name                                  |
| It’s On Again (Alicia Keys; Kendrick Lamar közreműködésével)                                                                     | 2014 | —           | 49          | —           | 81          | —           | —           | —           | 62          | —           | 31          | | Music from and Inspired by The Amazing Spider-Man 2 |
| Buy the World (Mike Will Made It; Future, Lil Wayne és Kendrick Lamar közreműködésével)                                          | 2014 | —           | 42          | —           | —           | —           | —           | —           | —           | —           | —           | | Est. in 1989 Pt. 3 (The Album)                      |
| That’s Me Right There (Jasmine V; Kendrick Lamar közreműködésével)                                                               | 2014 | —           | 35          | —           | —           | —           | —           | —           | —           | —           | —           | | That’s Me Right There                               |
| Never Catch Me (Flying Lotus; Kendrick Lamar közreműködésével)                                                                   | 2014 | —           | —           | —           | —           | —           | —           | —           | —           | —           | —           | | You’re Dead!                                        |
| Pay for It (Jay Rock; Kendrick Lamar közreműködésével)                                                                           | 2014 | —           | —           | —           | —           | —           | —           | —           | —           | —           | —           | | nem jelent meg albumon                              |
| Heaven Help Dem(Jonathan Emile; Kendrick Lamar közreműködésével)                                                                 | 2015 | —           | —           | —           | —           | —           | —           | —           | —           | —           | —           | | The Lover/Fighter Document LP                       |
| Thuggin’(Glasses Malone featuring Kendrick Lamar)                                                                                | 2015 | —           | —           | —           | —           | —           | —           | —           | —           | —           | —           | | GH2: Life Ain’t Nuthin’ But                         |
| Bad Blood (Taylor Swift; Kendrick Lamar közreműködésével)                                                                        | 2015 | 1           | —           | —           | 1           | 26          | 1           | 28          | 14          | 1           | 4           | - RIAA: 6× Platina - ARIA: 3× Platina - BPI: Platina - MC: 3× Platina - RMNZ: Arany                                                    | 1989                                                |
| Ain’t That Funkin’ Kinda Hard on You? (We Ain’t Neva Gonna Stop Remix) (Funkadelic; Kendrick Lamar és Ice Cube közreműködésével) | 2016 | —           | —           | —           | —           | —           | —           | —           | —           | —           | —           | | nem jelent meg albumon                              |
| Holy Key (DJ Khaled; Big Sean, Betty Wright és Kendrick Lamar közreműködésével)                                                  | 2016 | 84          | 29          | 22          | 99          | —           | —           | —           | 151         | —           | —           | | Major Key                                           |
| The Greatest (Sia; Kendrick Lamar közreműködésével)                                                                              | 2016 | 18          | —           | —           | 2           | 7           | 6           | 5           | 3           | 5           | 5           | - RIAA: Arany - ARIA: 2× Platina - BEA: Platina - BPI: 2× Platina - IFPI DEN: Platina - MC: 4× Platina - RMNZ: Platina - SNEP: Platina | This Is Acting (Deluxe Version)                     |
| Freedom (Beyoncé; Kendrick Lamar közreműködésével)                                                                               | 2016 | 35          | 21          | —           | 62          | —           | 60          | —           | —           | —           | 40          | | Lemonade                                            |
| Really Doe (Danny Brown; Kendrick Lamar, Ab-Soul és Earl Sweatshirt közreműködésével)                                            | 2016 | —           | —           | —           | —           | —           | —           | —           | —           | —           | —           | | Atrocity Exhibition                                 |
| Survive(Mistah F.A.B.; Kendrick Lamar, Crooked I és Kobe Honeycutt közreműködésével)                                             | 2016 | —           | —           | —           | —           | —           | —           | —           | —           | —           | —           | | Son of a Pimp, Pt. 2                                |
| Don’t Wanna Know (Maroon 5; Kendrick Lamar közreműködésével)                                                                     | 2016 | 6           | —           | —           | 6           | 33          | 6           | 5           | 20          | 4           | 5           | - RIAA: 2× Platina - ARIA: Platina - BPI: Platina - IFPI DEN: Platina - MC: 4× Platina - RMNZ: Platina - SNEP: Arany                   | Red Pill Blues                                      |
| Goosebumps (Travis Scott; Kendrick Lamar közreműködésével)                                                                       | 2016 | 32          | 21          | 13          | 45          | —           | 56          | —           | 23          | —           | 65          | - RIAA: 8× Platina - ARIA: 5× Platina - BPI: Platina - MC: 4× Platina - SNEP: Platina                                                  | Birds in the Trap Sing McKnight                     |
| Perfect Pint(Mike Will Made It; Kendrick Lamar, Rae Sremmurd és Gucci Mane közreműködésével)                                     | 2017 | —           | —           | —           | —           | —           | —           | —           | —           | —           | —           | | Ransom 2                                            |
| New Freezer (Rich the Kid; Kendrick Lamar közreműködésével)                                                                      | 2017 | 41          | 22          | 18          | —           | —           | 66          | —           | —           | —           | —           | - RIAA: 2× Platina - MC: Platina | The World Is Yours                                  |
| Get Out of Your Own Way (U2; Kendrick Lamar közreműködésével)                                                                    | 2017 | —           | —           | —           | —           | —           | —           | —           | 89          | —           | —           | | Songs of Experience                                 |
| Dedication(Nipsey Hussle; Kendrick Lamar közreműködésével)                                                                       | 2018 | 93          | 33          | —           | —           | —           | —           | —           | —           | —           | —           | - RIAA: Arany | Victory Lap                                         |
| Tints (Anderson Paak; Kendrick Lamar közreműködésével)                                                                           | 2018 | —           | —           | —           | 81          | 50          | —           | —           | —           | —           | 81          | - RIAA: Arany | Oxnard                                              |
| Hair Down(SiR; Kendrick Lamar közreműködésével)                                                                                  | 2019 | —           | —           | —           | —           | —           | —           | —           | —           | —           | —           | - RIAA: Arany | Chasing Summer                                      |
| America Has a Problem (Beyoncé; Kendrick Lamar közreműködésével)                                                                 | 2023 | 38          | 11          | —           | 32          | —           | 41          | —           | —           | 25          | —           | - ARIA: Arany | Nem jelent meg albumon                              |

### Promóciós kislemezek
| Cím                                                                    | Év   | Slágerlista | Slágerlista | Slágerlista | Slágerlista | Slágerlista | Slágerlista | Slágerlista | Slágerlista | Album                         |
| Cím                                                                    | Év   | US          | US R&B /HH  | US Rap      | AUS         | FRA         | NZ Heat.    | UK          | UK R&B      | Album                         |
| ---------------------------------------------------------------------- | ---- | ----------- | ----------- | ----------- | ----------- | ----------- | ----------- | ----------- | ----------- | ----------------------------- |
| Compton (Dr. Dre közreműködésével)                                     | 2012 | —           | —           | —           | —           | —           | —           | —           | —           | Good Kid, M.A.A.D City        |
| Control (Big Sean; Kendrick Lamar és Jay Electronica közreműködésével) | 2013 | —           | 43          | —           | —           | —           | —           | —           |             | Nem jelent meg albumon        |
| No More Parties in LA (Kanye West; Kendrick Lamar közreműködésével)    | 2016 | —           | —           | —           | —           | —           | —           | —           | —           | The Life of Pablo             |
| The Heart Part 4                                                       | 2017 | 22          | 11          | 7           | 35          | 47          | 2           | 61          | 21          | Nem jelent meg albumon        |
| The Heart Part 5                                                       | 2022 | 15          | 5           | 4           | 31          | 151         | 15          | 24          | 10          | Mr. Morale & the Big Steppers |

## További slágerlistán szereplő dalok
| Cím | Év   | Slágerlista  | Slágerlista | Slágerlista | Slágerlista | Slágerlista | Slágerlista | Slágerlista | Slágerlista | Slágerlista | Slágerlista | Minősítések                                                    | Album                     |               |
| Cím | Év   | US           | US R&B /HH  | US Rap      | AUS         | CAN         | FRA         | IRE         | NZ          | SWE         | UK          | Minősítések                                                    | Album                     |               |
| --- | ---- | ------------ | ----------- | ----------- | ----------- | ----------- | ----------- | ----------- | ----------- | ----------- | ----------- | -------------------------------------------------------------- | ------------------------- | ------------- |
| A.D.H.D. | 2011 | —            | —           | —           | —           | —           | —           | —           | —           | —           | —           | - RIAA: Arany - BPI: Ezüst                                     | Section.80                |               |
| Sherane a.k.a. Master Splinter’s Daughter                                                                                 | 2012 | —            | 42          | —           | —           | —           | —           | —           | —           | —           | —           |                                                                | Good Kid, M.A.A.D City    |               |
| The Art of Peer Pressure                                                                                                  | 2012 | —            | 39          | —           | —           | —           | —           | —           | —           | —           | —           |                                                                | Good Kid, M.A.A.D City    |               |
| Money Trees (Jay Rock közreműködésével)                                                                                   | 2012 | —            | 35          | —           | 53          | —           | —           | —           | 24          | —           | —           | - RIAA: Platina - BPI: Arany - RMNZ: 2× Platina                | Good Kid, M.A.A.D City    |               |
| Good Kid | 2012 | —            | 44          | —           | —           | —           | —           | —           | —           | —           | —           |                                                                | Good Kid, M.A.A.D City    |               |
| M.A.A.d City (MC Eiht közreműködésével)                                                                                   | 2012 | 75           | 24          | 10          | —           | 92          | —           | —           | —           | —           | —           | - RIAA: 2× Platina - BPI: Arany                                | Good Kid, M.A.A.D City    |               |
| 1 Train (ASAP Rocky; Kendrick Lamar, Joey Badass, Yelawolf, Danny Brown, Action Bronson és Big K.R.I.T. közreműködésével) | 2013 | —            | 31          | 25          | —           | —           | —           | —           | —           | —           | —           | - RIAA: Arany                                                  | Long. Live. ASAP          |               |
| Solo Dolo, Part II (Kid Cudi; Kendrick Lamar közreműködésével)                                                            | 2013 | —            | —           | —           | —           | —           | —           | —           | —           | —           | —           |                                                                | Indicud                   |               |
| Love Game (Eminem; Kendrick Lamar közreműködésével)                                                                       | 2013 | —            | 31          | 23          | —           | 91          | —           | —           | —           | —           | 94          |                                                                | The Marshall Mathers LP 2 |               |
| Autumn Leaves (Chris Brown; Kendrick Lamar közreműködésével)                                                              | 2014 | —            | 36          | —           | —           | —           | —           | —           | —           | —           | —           | - RIAA: Arany                                                  | X                         |               |
| Wesley’s Theory (George Clinton és Thundercat közreműködésével)                                                           | 2015 | 91           | 33          | 23          | —           | —           | —           | —           | —           | —           | 76          |                                                                | To Pimp a Butterfly       |               |
| For Free? (Interlude) | 2015 | —            | 44          | —           | —           | —           | —           | —           | —           | —           | 133         |                                                                | To Pimp a Butterfly       |               |
| Institutionalized (Bilal, Anna Wise és Snoop Dogg közreműködésével)                                                       | 2015 | 99           | 35          | —           | —           | —           | —           | —           | —           | —           | 92          |                                                                | To Pimp a Butterfly       |               |
| U | 2015 | —            | 37          | —           | —           | —           | —           | —           | —           | —           | 116         |                                                                | To Pimp a Butterfly       |               |
| For Sale? (Interlude) | 2015 | —            | 50          | —           | —           | —           | —           | —           | —           | —           | 183         |                                                                | To Pimp a Butterfly       |               |
| Momma | 2015 | —            | 45          | —           | —           | —           | —           | —           | —           | —           | 169         |                                                                | To Pimp a Butterfly       |               |
| Hood Politics | 2015 | —            | 38          | —           | —           | —           | —           | —           | —           | —           | 130         |                                                                | To Pimp a Butterfly       |               |
| How Much a Dollar Cost (James Fauntleroy és Ronald Isley közreműködésével)                                                | 2015 | —            | 40          | —           | —           | —           | —           | —           | —           | —           | 140         |                                                                | To Pimp a Butterfly       |               |
| Complexion (A Zulu Love) (Rapsody közreműködésével)                                                                       | 2015 | —            | —           | —           | —           | —           | —           | —           | —           | —           | 185         |                                                                | To Pimp a Butterfly       |               |
| You Ain’t Gotta Lie (Momma Said)                                                                                          | 2015 | —            | —           | —           | —           | —           | —           | —           | —           | —           | —           |                                                                | To Pimp a Butterfly       |               |
| Mortal Man | 2015 | —            | —           | —           | —           | —           | —           | —           | —           | —           | —           |                                                                | To Pimp a Butterfly       |               |
| On Me (The Game; Kendrick Lamar közreműködésével)                                                                         | 2015 | —            | —           | —           | —           | —           | —           | —           | —           | —           | —           |                                                                | The Documentary 2         |               |
| Deep Water (Dr. Dre; Kendrick Lamar, Justus és Anderson Paak közreműködésével)                                            | 2015 | —            | —           | —           | —           | —           | —           | —           | —           | —           | —           |                                                                | Compton                   |               |
| Genocide (Dr. Dre; Kendrick Lamar, Marsha Ambrosius és Candice Pillay közreműködésével)                                   | 2015 | —            | —           | —           | —           | —           | —           | —           | —           | —           | —           |                                                                | Compton                   |               |
| Untitled 01 \| 08.19.2014.                                                                                                | 2016 | —            | —           | —           | —           | —           | —           | —           | —           | —           | 87          |                                                                | Untitled Unmastered       |               |
| Untitled 02 | 2016 | 06.23.2014   | 79          | 23          | 12          | 71          | —           | —           | —           | —           | —           | 57                                                             | Untitled Unmastered       | - RIAA: Arany |
| Untitled 03 | 2016 | 05.28.2013   | —           | 49          | —           | —           | —           | —           | —           | —           | —           | 67                                                             | Untitled Unmastered       |               |
| Untitled 05 \| 09.21.2014.                                                                                                | 2016 | —            | —           | —           | —           | —           | —           | —           | —           | —           | —           |                                                                | Untitled Unmastered       |               |
| Untitled 06 \| 06.30.2014.                                                                                                | 2016 | —            | —           | —           | —           | —           | —           | —           | —           | —           | —           |                                                                | Untitled Unmastered       |               |
| Untitled 08 | 2016 | 9 June 2014. | —           | —           | —           | —           | —           | —           | —           | —           | —           | —                                                              | Untitled Unmastered       |               |
| Sidewalks (The Weeknd; Kendrick Lamar közreműködésével)                                                                   | 2016 | 27           | 12          | —           | —           | 14          | 144         | —           | —           | —           | 30          | - MC: Platina - BPI: Ezüst                                     | Starboy                   |               |
| Blood | 2017 | 54           | 31          | 25          | —           | 41          | 119         | 41          | —           | 95          | 56          | - RIAA: Arany - MC: Arany                                      | Damn                      |               |
| Yah | 2017 | 32           | 18          | 14          | —           | 27          | 96          | 29          | 30          | 69          | 45          | - RIAA: Arany - MC: Arany                                      | Damn                      |               |
| DNA | 2017 | 4            | 3           | 2           | 16          | 3           | 38          | 12          | 5           | 37          | 18          | - RIAA: 3× Platina - BPI: Arany - MC: 5× Platina - SNEP: Arany | Damn                      |               |
| Element | 2017 | 16           | 9           | 8           | —           | 16          | 69          | 17          | 23          | 50          | 33          | - RIAA: Platina - BPI: Ezüst - MC: 2× Platina                  | Damn                      |               |
| Feel | 2017 | 35           | 21          | 17          | —           | 30          | 105         | 34          | 32          | 51          | 46          | - RIAA: Arany - MC: Platina                                    | Damn                      |               |
| Pride | 2017 | 37           | 22          | 18          | —           | 32          | 91          | 35          | 34          | 72          | 49          | - RIAA: Arany - MC: Platina                                    | Damn                      |               |
| Lust | 2017 | 42           | 25          | 20          | —           | 35          | 122         | 36          | 36          | 94          | 52          | - RIAA: Arany - MC: Platina                                    | Damn                      |               |
| XXX (a U2 közreműködésével)                                                                                               | 2017 | 33           | 19          | 15          | —           | 36          | 126         | 22          | 31          | 82          | 50          | - RIAA: Arany - MC: Platina                                    | Damn                      |               |
| Fear | 2017 | 50           | 29          | 23          | —           | 43          | 170         | 43          | —           | —           | 68          | - RIAA: Arany - MC: Arany                                      | Damn                      |               |
| God | 2017 | 58           | 33          | —           | —           | 50          | 192         | 57          | —           | —           | 81          | - RIAA: Arany - MC: Arany                                      | Damn                      |               |
| Duckworth | 2017 | 63           | 36          | —           | —           | 52          | —           | 52          | —           | —           | 80          | - RIAA: Arany - MC: Arany                                      | Damn                      |               |
| Doves in the Wind (SZA; Kendrick Lamar közreműködésével)                                                                  | 2017 | —            | —           | —           | —           | —           | —           | —           | —           | —           | —           | - RIAA: Arany                                                  | Ctrl                      |               |
| Black Panther | 2018 | 91           | 42          | —           | —           | 62          | —           | —           | —           | 95          | 42          |                                                                | Black Panther: The Album  |               |
| Big Shot (Travis Scotttal)                                                                                                | 2018 | 71           | 35          | —           | —           | 54          | —           | —           | —           | 58          | 55          | - MC: Platina                                                  | Black Panther: The Album  |               |
| Mona Lisa (Lil Wayne; Kendrick Lamar közreműködésével)                                                                    | 2018 | 2            | 1           | 1           | 42          | 7           | 109         | 19          | 39          | 36          | 21          |                                                                | Tha Carter V              |               |
| Momma I Hit a Lick (2 Chainz; Kendrick Lamar közreműködésével)                                                            | 2019 | 100          | 40          | —           | —           | —           | —           | —           | —           | —           | —           |                                                                | Rap or Go to the League   |               |
| Range Brothers (Baby Keemmel)                                                                                             | 2021 | 53           | 23          | 20          | —           | 61          | —           | —           | —           | —           | —           |                                                                | The Melodic Blue          |               |

## Vendégszereplések
| Cím                            | Év   | További előadók                                                                                 | Album                                                 |
| ------------------------------ | ---- | ----------------------------------------------------------------------------------------------- | ----------------------------------------------------- |
| The Cypha                      | 2006 | The Game, Ya Boy, Jay Rock, Juice, Dubb                                                         | The Black Wall Street Journal Vol. 1                  |
| Goin’ Down                     | 2006 | Jay Rock                                                                                        | Watts Finest Vol. I                                   |
| Act Tuff                       | 2006 | Jay Rock                                                                                        | Watts Finest Vol. I                                   |
| Celebrity Scenarios            | 2006 | Jay Rock                                                                                        | Watts Finest Vol. I                                   |
| Tell Yo Momma                  | 2006 | Jay Rock                                                                                        | Watts Finest Vol. I                                   |
| Watts Boyz                     | 2006 | Jay Rock, Emjae                                                                                 | Watts Finest Vol. I                                   |
| Grillz                         | 2006 | Jay Rock, Lea, Bash, Punch                                                                      | Watts Finest Vol. I                                   |
| U Already Know                 | 2006 | Jay Rock, Emjae                                                                                 | Watts Finest Vol. I                                   |
| Go K-Dot Freestyle             | 2006 | N/A                                                                                             | Watts Finest Vol. I                                   |
| Gotta Have Heart               | 2006 | Jay Rock, Big Wy                                                                                | Watts Finest Vol. II: The Nickerson Files             |
| U Ain’t Sayin’ Nothin’         | 2006 | Jay Rock, AJ, Lil Louie                                                                         | Watts Finest Vol. II: The Nickerson Files             |
| Put That Gun Up                | 2006 | Jay Rock, Carl Ray                                                                              | Watts Finest Vol. II: The Nickerson Files             |
| La Shit                        | 2006 | Jay Rock                                                                                        | Watts Finest Vol. II: The Nickerson Files             |
| Tell Yo Momma (Remix)          | 2006 | Jay Rock, Snoop Dogg                                                                            | Watts Finest Vol. II: The Nickerson Files             |
| Cali Niggaz                    | 2007 | The Game, Ya Boy, Jay Rock, Dubb, Topic, Eastwood                                               | You Know What It Is Vol. 4: Murda Game Chronicles     |
| On Me                          | 2007 | Tyga, Jay Rock                                                                                  | Young on Probation                                    |
| West Coast Niggaz              | 2007 | Jay Rock, The Game                                                                              | Watts Finest Vol. III: The Watts Riots                |
| Big Guns                       | 2007 | Jay Rock                                                                                        | Watts Finest Vol. III: The Watts Riots                |
| Killa Cali                     | 2007 | Jay Rock                                                                                        | Watts Finest Vol. III: The Watts Riots                |
| J. Dilla Freestyle             | 2007 | Jay Rock, Punch                                                                                 | Watts Finest Vol. III: The Watts Riots                |
| Imagine                        | 2007 | Jay Rock, Punch                                                                                 | Watts Finest Vol. III: The Watts Riots                |
| Ride Out                       | 2007 | Jay Rock, Yung Dubb                                                                             | Watts Finest Vol. III: The Watts Riots                |
| What Happen                    | 2007 | Jay Rock, Ab-Soul                                                                               | Watts Finest Vol. III: The Watts Riots                |
| WCCP                           | 2008 | BO, Punch                                                                                       | The Rebirth of BO                                     |
| Top Dawg Ent.                  | 2008 | BO, Jay Rock, Ab-Soul                                                                           | The Rebirth of BO                                     |
| Catch a Body                   | 2008 | BO, Jay Rock                                                                                    | The Rebirth of BO                                     |
| Try Me                         | 2008 | Schoolboy Q, Ab-Soul, Jay Rock, Punch                                                           | Schoolboy Turned Hustla                               |
| Dead Rappers                   | 2008 | Schoolboy Q                                                                                     | Schoolboy Turned Hustla                               |
| That Nigga                     | 2009 | Juice, Jay Rock                                                                                 | Position of Power                                     |
| On Some Other Shit             | 2009 | Black Hippy                                                                                     |                                                       |
| High Oktane                    | 2009 |                                                                                                 |                                                       |
| Nothing Less                   | 2009 | Big Pooh, Ab-Soul, Jay Rock                                                                     | The Delightful Bars                                   |
| Evil                           | 2009 | Schoolboy Q                                                                                     | Gangsta & Soul                                        |
| Top Dawg Cypha                 | 2009 | Schoolboy Q, Lil Louie, Jay Rock, Ab-Soul                                                       | Gangsta & Soul                                        |
| Watch Yo Lady                  | 2009 | Ab-Soul                                                                                         | Longterm                                              |
| Mandatory                      | 2009 | Jay Rock, Ab-Soul                                                                               | 30 Day Takeover                                       |
| TDE Roll Call                  | 2009 | Jay Rock, Ab-Soul, Schoolboy Q                                                                  | 30 Day Takeover                                       |
| Full Time Gangsta              | 2009 | Jay Rock                                                                                        | 30 Day Takeover                                       |
| I Do It 4 Hip Hop              | 2009 | Jay Rock, Ab-Soul, Schoolboy Q                                                                  | 30 Day Takeover                                       |
| Niggas Mad Cause I Can Rap     | 2009 | Jay Rock                                                                                        | 30 Day Takeover                                       |
| I Know                         | 2009 | Jay Rock, Ab-Soul                                                                               | 30 Day Takeover                                       |
| Colors                         | 2009 | Jay Rock, Lil Wayne                                                                             | 30 Day Takeover                                       |
| Give Me Some of You            | 2010 | Terrace Martin                                                                                  | Here, My Dear                                         |
| Rappity Rap Remix              | 2010 | Terrace Martin                                                                                  | Here, My Dear                                         |
| I Had No Idea                  | 2010 | Terrace Martin                                                                                  | Here, My Dear                                         |
| Maniac                         | 2010 | CurT@!N$, Chace Infinite                                                                        | Killer Tape                                           |
| Set Precedent                  | 2010 | Mykestro                                                                                        | The Barmittzpha                                       |
| Boom Box                       | 2010 | Bigg Steele, Chino XL                                                                           |                                                       |
| Purp & Yellow                  | 2010 | Wiz Khalifa, The Game, Thurzday, Snoop Dogg, YG & Joe Moses                                     |                                                       |
| Zip That Chop That             | 2010 | Black Hippy                                                                                     |                                                       |
| Rolling Stone                  | 2010 | Black Hippy                                                                                     |                                                       |
| Shadow of Death                | 2010 | Black Hippy                                                                                     |                                                       |
| Roll On                        | 2010 | Jay Rock, Major James                                                                           | From Hood Tales to the Cover of XXL                   |
| LA State of Mind               | 2010 | Jay Rock                                                                                        |                                                       |
| Without You                    | 2010 |                                                                                                 |                                                       |
| West Coast State of Mind       | 2010 |                                                                                                 |                                                       |
| One Run                        | 2010 | Skeme                                                                                           |                                                       |
| Till I’m Gone                  | 2010 | Skeme                                                                                           |                                                       |
| Everywhere That We Go          | 2010 | Sore Losers                                                                                     | Free Loaders: The Soundtrack                          |
| Cooler Than Coach K Remix      | 2010 | Sore Losers, Jay Rock                                                                           | Free Loaders: The Soundtrack                          |
| Get Bizy                       | 2010 | Terrace Martin, Kurupt, Bad Lucc                                                                |                                                       |
| Hands Up                       | 2010 | Conflict, Mykestro                                                                              | Back To The Basics                                    |
| So Slow                        | 2010 | YG Hootie                                                                                       | Red Zepplin                                           |
| Turn Me Up                     | 2010 | Ab-Soul                                                                                         | Longterm 2: Lifestyles of the Broke and Almost Famous |
| Fasho                          | 2010 | Balance, Freeway, Jay Rock                                                                      | We All In                                             |
| El Camp 2                      | 2010 | Tae Beast, Ab-Soul, Schoolboy Q                                                                 | TheTaeBeastTape                                       |
| American Me                    | 2010 | Juice                                                                                           | American Me                                           |
| Diary of a Broke Nigga         | 2010 | Jay Rock, Giddy                                                                                 | Black Friday                                          |
| They Say                       | 2010 | Jay Rock                                                                                        | Black Friday                                          |
| 2U4U                           | 2011 | Willie B                                                                                        | I’m Not a Producer                                    |
| Double XL                      | 2011 | J-Lie, Curren$y, Mickey Factz                                                                   |                                                       |
| Get Rich Quick Scheme          | 2011 |                                                                                                 |                                                       |
| Legendary                      | 2011 |                                                                                                 |                                                       |
| Rapper Shit                    | 2011 | Ab-Soul                                                                                         |                                                       |
| Super Genius                   | 2011 |                                                                                                 |                                                       |
| How Far We Go (Uptown 81)      | 2011 | Smoke DZA                                                                                       | The Hustler’s Catalog                                 |
| RapperPooh-A-Lude              | 2011 | Rapper Big Pooh                                                                                 | FatBoyFresh Vol. 1: For Members Only                  |
| Code Red                       | 2011 | Jay Rock                                                                                        | Follow Me Home                                        |
| Light Years Ahead / Live Again | 2011 | Schoolboy Q                                                                                     | Setbacks                                              |
| Birdz & the Beez               | 2011 | Schoolboy Q                                                                                     | Setbacks                                              |
| Growing Apart Too              | 2011 | Jhené Aiko, H.O.P.E. Wright                                                                     | Sailing Soul(s)                                       |
| Up Against the Wall            | 2011 | Consequence, Roc Marciano                                                                       | Movies on Demand II                                   |
| Textbook Stuff                 | 2011 | XV                                                                                              | Zero Heroes                                           |
| Constipation                   | 2011 | Black Hippy                                                                                     | Longterm Mentality                                    |
| Put That Mic Down              | 2011 | DJ Kay Slay, Fred the Godson, Jon Connor, Jay Rock                                              | The Soul Controller                                   |
| Say Wassup                     | 2011 | Jay Rock, Ab-Soul, Schoolboy Q                                                                  | Follow Me Home                                        |
| I Love Music                   | 2011 | Tech N9ne, Oobergeek                                                                            | All 6’s and 7’s                                       |
| Moscato                        | 2011 | Ab-Soul                                                                                         | Longterm Mentality                                    |
| The City                       | 2011 | Game                                                                                            | The R.E.D. Album                                      |
| Shitted on ’Em                 | 2011 | Privilege                                                                                       | The Playbook                                          |
| Taking Me Down                 | 2011 | OverDoz.                                                                                        | Live For, Die For                                     |
| Thanksgiving                   | 2011 | Blood Type, GhostWridah                                                                         | 2 Weeks Notice                                        |
| Ball Game                      | 2011 | Smoke DZA                                                                                       | Rolling Stoned                                        |
| Malcolm X                      | 2011 | K-Boy                                                                                           | Division is the Gang                                  |
| Project Window                 | 2011 |                                                                                                 |                                                       |
| Thirsty                        | 2011 | Terrace Martin, CyHi the Prynce                                                                 |                                                       |
| Pumped Up Kicks (Remix)        | 2011 | Foster the People, DJ Reflex                                                                    |                                                       |
| Over and Over                  | 2011 | Shwayze, Cisco, Sophie Stern                                                                    | Island in the Sun                                     |
| Ridin’ Roun Town (Remix)       | 2011 | Casey Veggies, C-San, Dom Kennedy                                                               | Sleeping in Class: Deluxe Edition                     |
| Enjoy                          | 2011 | 9th Wonder, Warren G, Murs                                                                      | The Wonder Years                                      |
| Too Strong                     | 2011 | The Gooneez, The Fratelleez                                                                     | #Anonymous                                            |
| Do It Again                    | 2011 | Terrace Martin, Wiz Khalifa                                                                     | Locke High 2                                          |
| Reasons for Seasons            | 2011 | Terrace Martin, Neka Brown                                                                      | Locke High 2                                          |
| Whose House?                   | 2011 | Slim the Mobster                                                                                | War Music                                             |
| The Look of Lust               | 2011 | Omen, Shalonda                                                                                  | Afraid of Heights                                     |
| Buried Alive (Interlude)       | 2011 | Drake                                                                                           | Take Care                                             |
| Rock the Bells                 | 2011 | Rapsody                                                                                         | For Everything                                        |
| Blessed                        | 2012 | Schoolboy Q                                                                                     | Habits & Contradictions                               |
| Heart Of A Hustler             | 2012 |                                                                                                 |                                                       |
| Girls In America               | 2012 |                                                                                                 |                                                       |
| You Don’t Like                 | 2012 | Melo Kan                                                                                        | Mama’s Only Sun                                       |
| Fight the Feeling              | 2012 | Mac Miller, Iman Omari                                                                          | Macadelic                                             |
| Catch a Fade                   | 2012 | E-40, Droop-E                                                                                   | The Block Brochure: Welcome to the Soil 3             |
| I’m Ghost                      | 2012 | Infamous Haze, Nu Jerzey Devil, Tools                                                           | The Color Purple                                      |
| The World Is a Ghetto          | 2012 | BJ the Chicago Kid                                                                              | Pineapple Now-Laters                                  |
| His Pain II                    | 2012 | BJ the Chicago Kid                                                                              | Pineapple Now-Laters                                  |
| Mona Lisa                      | 2012 | J’Lynn                                                                                          | Lynn&Learn                                            |
| Pray For Me                    | 2012 |                                                                                                 |                                                       |
| Staircases                     | 2012 | Buddy                                                                                           | Idle Time                                             |
| G.I.A.                         | 2012 | Micahfonecheck                                                                                  | August Rush                                           |
| Cruel                          | 2012 | Microphone Tone, Jay Rock                                                                       | Nachural Disaster                                     |
| A1 Everything                  | 2012 | Meek Mill                                                                                       | Dreamchasers 2                                        |
| ILLuminate                     | 2012 | Ab-Soul                                                                                         | Control System                                        |
| Thanksgiving (Remix)           | 2012 | DJ EFN, ¡Mayday!, Blood Type                                                                    |                                                       |
| Power Circle                   | 2012 | Gunplay, Stalley, Wale, Rick Ross, Meek Mill                                                    | Self Made Vol. 2                                      |
| S.S.L (Solid Sound Logic)      | 2012 | Terrace Martin, Problem, A Da Business                                                          |                                                       |
| We Ball                        | 2012 | Dom Kennedy                                                                                     | Yellow Album                                          |
| Energetik                      | 2012 | Big Scoob, E-40                                                                                 | Dope Talk Vol. 2                                      |
| Flower Child                   | 2012 | Nitty Scott, MC                                                                                 | The BoomBox Diaries Vol. 1                            |
| They Ready                     | 2012 | DJ Khaled, Big K.R.I.T., J. Cole                                                                | Kiss the Ring                                         |
| I’m On 2.0                     | 2012 | Trae tha Truth, Mark Morrison, Big K.R.I.T., Jadakiss, J. Cole, B.o.B, Tyga, Gudda Gudda, Bun B | Tha Blackprint                                        |
| Bend Ya                        | 2012 | Mann, Frank Ocean                                                                               |                                                       |
| Scars N Stars                  | 2012 | Colin Munroe, Ab-Soul                                                                           | Unsung Hero                                           |
| 100                            | 2012 | Big Sean, Royce da 5’9, James Fauntleroy II                                                     | Detroit                                               |
| Highway to Hell                | 2012 | DJ Kay Slay, Schoolboy Q, Jay Rock                                                              | Return of the Gate Keeper                             |
| Street Justice                 | 2012 |                                                                                                 |                                                       |
| My Way                         | 2012 | DJ Drama, Common, Lloyd                                                                         | Quality Street Music                                  |
| Thank You                      | 2012 | Scoe                                                                                            | Tha Influence                                         |
| I Remember                     | 2012 | Skeme, Bryan Roberts                                                                            | Alive & Living                                        |
| Cryin’ Wolf                    | 2012 | ZZ Ward                                                                                         | Til the Casket Drops                                  |
| Cross-Trainers                 | 2012 | Pac Div, Blu                                                                                    | GMB                                                   |
| Focus                          | 2012 | Ras Kass, PorVerb                                                                               | Barmageddon                                           |
| Lyrical Gangsta                | 2012 | DJ Kay Slay, Papoose                                                                            | Grown Man Hip-Hop                                     |
| Murder                         | 2012 | The Game, Scarface                                                                              |                                                       |
| See No Evil                    | 2012 | The Game, Tank                                                                                  | Jesus Piece                                           |
| 1 Train                        | 2013 | ASAP Rocky, Big K.R.I.T., Joey Badass, Yelawolf, Action Bronson, Danny Brown                    | Long. Live. ASAP                                      |
| Murda                          | 2013 | Dope Boy, Scoe                                                                                  | ESKO                                                  |
| Next to Me (Remix)             | 2013 | Emeli Sandé                                                                                     |                                                       |
| Ballin’                        | 2013 | Bow Wow, Jay Rock                                                                               | Greenlight 5                                          |
| Street Dreamin’                | 2013 | Funkmaster Flex, Bridget Kelly                                                                  | Who You Mad At? Me Or Yourself?                       |
| Sail (TDE Remix)               | 2013 | Awolnation, Ab-Soul                                                                             | Megalithic Symphony (Deluxe Version)                  |
| Watts R.I.O.T.                 | 2013 | Gee Watts                                                                                       | Watts Up                                              |
| I Want It All                  | 2013 | B. Martin, Juicy J                                                                              |                                                       |
| R.I.P. (Remix)                 | 2013 | Young Jeezy, Chris Brown, YG                                                                    |                                                       |
| Solo Dolo Part II              | 2013 | Kid Cudi                                                                                        | Indicud                                               |
| When The Day Breaks            | 2013 |                                                                                                 |                                                       |
| Better Off                     | 2013 | Quadron                                                                                         | Avalanche                                             |
| Two Presidents                 | 2013 | YG Hootie                                                                                       | Destroy & Rebuild                                     |
| U.O.E.N.O.                     | 2013 | Black Hippy                                                                                     |                                                       |
| You’re Not A Model             | 2013 |                                                                                                 |                                                       |
| Crime                          | 2013 | Mayer Hawthorne                                                                                 | Where Does This Door Go                               |
| Paper Birds                    | 2013 | Meek DeMeo                                                                                      | Capital Vices                                         |
| Fragile                        | 2013 | Tech N9ne, ¡Mayday!, Kendall Morgan                                                             | Something Else                                        |
| Crazy Ass Bitch (Remix)        | 2013 | Rozzi Crane                                                                                     |                                                       |
| Rossi Wine                     | 2013 | Droop-E                                                                                         | Hungry and Humble                                     |
| 100 Favors                     | 2013 | Birdman, Detail                                                                                 | Rich Gang                                             |
| Triangle Ship                  | 2013 | Terrace Martin                                                                                  | 3ChordFold                                            |
| Love Game                      | 2013 | Eminem                                                                                          | The Marshall Mathers LP 2                             |
| Stay Ready (What a Life)       | 2013 | Jhené Aiko                                                                                      | Sail Out                                              |
| Winner Circle                  | 2013 | Kanin                                                                                           | Old School New Sense                                  |
| Backwards                      | 2014 | Tame Impala                                                                                     | Divergent                                             |
| Really Be (Smokin’ N Drinkin’) | 2014 | YG                                                                                              | My Krazy Life                                         |
| Babylon                        | 2014 | SZA                                                                                             | Z                                                     |
| Kendrick Lamar’s Interlude     | 2014 | Ab-Soul                                                                                         | These Days...                                         |
| Ignant                         | 2014 |                                                                                                 | nem jelent meg albumon                                |
| To The Top                     | 2014 | Jay Rock                                                                                        | nem jelent meg albumon                                |
| 25                             | 2014 | Punch                                                                                           | nem jelent meg albumon                                |
| Drugs on the Schoolyard        | 2014 | Blue The Misfit                                                                                 | Child in the Wild                                     |
| Go Off                         | 2014 | Reek da Villain, Ace Hood, Swizz Beatz                                                          | nem jelent meg albumon                                |
| Do Yo Gudda (Remix)            | 2014 | Hitta J3, Problem, YG                                                                           | nem jelent meg albumon                                |
| Autumn Leaves                  | 2014 | Chris Brown                                                                                     | X                                                     |
| I’m Ya Dogg                    | 2015 | Snoop Dogg, Rick Ross                                                                           | Bush                                                  |
| Classic Man (Remix)            | 2015 | Jidenna                                                                                         | Wondaland Presents: The Eephus                        |
| Eyes Above                     | 2015 | Flying Lotus                                                                                    | nem jelent meg albumon                                |
| 2Nite                          | 2015 | Dr. Dre\|                                                                                       | nem jelent meg albumon                                |
| Broke My Heart                 | 2015 | ScHoolboy Q\|                                                                                   | nem jelent meg albumon                                |
| Vegas                          | 2015 |                                                                                                 | nem jelent meg albumon                                |
| Money Over Love                | 2015 | Bilal                                                                                           | In Another Life                                       |
| Caine                          | 2015 |                                                                                                 |                                                       |
| Genocide                       | 2015 | Dr. Dre, Marsha Ambrosius, Candice Pillay                                                       | Compton                                               |
| Darkside / Gone                | 2015 | Dr. Dre, King Mez, Marsha Ambrosius                                                             | Compton                                               |
| Deep Water                     | 2015 | Dr. Dre, Justus                                                                                 | Compton                                               |
| Vice City                      | 2015 | Jay Rock                                                                                        | 90059                                                 |
| Easy Bake                      | 2015 | Jay Rock, SZA                                                                                   | 90059                                                 |
| On Me                          | 2015 | The Game                                                                                        | The Documentary 2                                     |
| LA                             | 2015 | Ty Dolla Sign, Brandy                                                                           | Free TC                                               |
| No More Parties in LA          | 2016 | Kanye West                                                                                      | The Life of Pablo                                     |
| The New Cupid                  | 2016 | BJ the Chicago Kid                                                                              | In My Mind                                            |
| Wat’s Wrong                    | 2016 | Isaiah Rashad, Zacari                                                                           | The Sun’s Tirade                                      |
| God Is Fair, Sexy Nasty        | 2016 | Mac Miller                                                                                      | The Divine Feminine                                   |
| THat Part (Black Hippy Remix)  | 2016 | ScHoolboy Q                                                                                     |                                                       |
| Black THougHts                 | 2016 | Schoolboy Q                                                                                     | Blank Face LP                                         |
| Holy Ghost (Remix)             | 2016 |                                                                                                 |                                                       |
| Really Doe                     | 2016 | Danny Brown                                                                                     | Atrocity Exhibition                                   |
| Conrad Tokyo                   | 2016 | A Tribe Called Quest                                                                            | We Got It from Here... Thank You 4 Your Service       |
| American Skin (41 Shots)       | 2016 | Mary J. Blige                                                                                   |                                                       |
| Sidewalks                      | 2016 | The Weeknd                                                                                      | Starboy                                               |
| Walk on By                     | 2017 | Thundercat                                                                                      | Drunk                                                 |
| Mask Off (Remix)               | 2017 | Future                                                                                          | Future                                                |
| Doves in the Wind              | 2017 | SZA                                                                                             | Ctrl                                                  |
| Yeah Right                     | 2017 | Vince Staples, Kučka                                                                            | Big Fish Theory                                       |
| The City                       | 2017 | YG Hootie                                                                                       | Hubris                                                |
| Cold Summer                    | 2017 | DJ Kay Slay, Mac Miller, Kevin Gates, Rell                                                      | The Big Brother                                       |
| Power                          | 2017 | Rapsody, Lance Skiiiwalker                                                                      | Laila’s Wisdom                                        |
| Kites                          | 2017 | N.E.R.D, M.I.A.                                                                                 | No One Ever Really Dies                               |
| American Dream                 | 2017 | Jeezy, J. Cole                                                                                  | Pressure                                              |
| Hustla’s Story                 | 2018 | Cozz                                                                                            | Effected                                              |
| Wow Freestyle                  | 2018 | Jay Rock                                                                                        | Redemption                                            |
| Something Dirty/Pic Got Us     | 2018 | Swizz Beatz, Styles P, Jadakiss                                                                 | Poison                                                |
| My Love                        | 2018 |                                                                                                 |                                                       |
| The Mantra                     | 2018 | Mike WiLL Made-It, Pharrell                                                                     | Creed II: The Album                                   |
| Mona Lisa                      | 2018 | Lil Wayne                                                                                       | Tha Carter V                                          |
| Momma I Hit a Lick             | 2019 | 2 Chainz                                                                                        | Rap or Go to the League                               |
| Under the Sun                  | 2019 | J. Cole, DaBaby, Lute                                                                           | Revenge of the Dreamers III                           |
| Nile                           | 2019 | Beyonce                                                                                         | The Lion King: The Gift                               |
| Rearview                       | 2019 | Raphael Saadiq                                                                                  | Jimmy Lee                                             |
| Look Over Your Shoulder        | 2020 | Busta Rhymes                                                                                    | Extinction Level Event 2: The Wrath of God            |

## Videóklip

### Fő előadóként
| Cím                                           | Év   | Rendező(k)                                                                            |
| --------------------------------------------- | ---- | ------------------------------------------------------------------------------------- |
| Bitch I’m in the Club                         | 2009 | Dee.Jay.Dave                                                                          |
| Compton State of Mind                         | 2009 | Dee.Jay.Dave                                                                          |
| Jason Keaton & Uncle Bobby                    | 2009 | N/A                                                                                   |
| She Needs Me                                  | 2010 | Jerome D                                                                              |
| The Heart Part.1                              | 2010 | Dee.Jay.Dave                                                                          |
| Ignorance Is Bliss                            | 2010 | Dee.Jay.Dave, OG Michael Mihail                                                       |
| Monster Freestyle                             | 2010 | Calmatic                                                                              |
| H.O.C.                                        | 2010 | Jerome D                                                                              |
| Cut You Off                                   | 2010 | Calmatic                                                                              |
| P&P 1.5 (Ab-Soul közreműködésével)            | 2010 | Jerome D                                                                              |
| Michael Jordan (Schoolboy Q közreműködésével) | 2010 | Fredo Tovar                                                                           |
| HiiiPOWER                                     | 2011 | Fredo Tovar, Scott Fleishman                                                          |
| Tammy’s Song                                  | 2011 | Jerome D                                                                              |
| A.D.H.D.                                      | 2011 | Vashtie Kola                                                                          |
| Rigamortis                                    | 2011 | The ICU                                                                               |
| Swimming Pools (Drank)                        | 2012 | Jerome D                                                                              |
| Backseat Freestyle                            | 2013 | Kendrick Lamar, Jerome D, Dee.Jay.Dave                                                |
| Poetic Justice (Drake közreműködésével)       | 2013 | The Lil Homie, Dee.Jay.Dave, Dangerookipawaa                                          |
| Bitch, Don’t Kill My Vibe                     | 2013 | The Lil Homie, OG Mike Mihail                                                         |
| Sing About Me                                 | 2013 | Darren Romanelli                                                                      |
| i                                             | 2014 | Alexandre Moors, The Little Homies                                                    |
| King Kunta                                    | 2015 | Director X                                                                            |
| Alright                                       | 2015 | Colin Tilley, The Little Homies                                                       |
| For Free? (Interlude)                         | 2015 | Joe Weil, The Little Homies                                                           |
| These Walls                                   | 2015 | Colin Tilley, The Little Homies                                                       |
| God Is Gangsta                                | 2015 | u directed by Jack Begert, The Little Homies For Sale? by PANAMÆRA, The Little Homies |
| Humble                                        | 2017 | Dave Meyers, The Little Homies                                                        |
| DNA                                           | 2017 | Nabil, The Little Homies                                                              |
| Element                                       | 2017 | Jonas Lindstroem, The Little Homies                                                   |
| Loyalty (Rihanna közreműködésével)            | 2017 | Dave Meyers, The Little Homies                                                        |
| All the Stars (SZA közreműködésével)          | 2018 | Dave Meyers, The Little Homies                                                        |

### Közreműködő előadóként
| Cím | Év   | Rendező(k)                   |
| --- | ---- | ---------------------------- |
| Mandatory (Jay Rock; K-Dot és Ab-Soul közreműködésével)                                                                           | 2009 | James Curtis                 |
| Turn Me Up (Ab-Soul; Kendrick Lamar közreműködésével)                                                                             | 2010 | Calmatic                     |
| Live Again (Schoolboy Q; Kendrick Lamar és Curtains közreműködésével)                                                             | 2010 | Fredo Tovar, Scott Fleishman |
| Hood Gone Love It (Jay Rock; Kendrick Lamar közreműködésével)                                                                     | 2011 | Dan Gedman                   |
| Say Wassup (Jay Rock; Ab-Soul, Schoolboy Q és Kendrick Lamar közreműködésével)                                                    | 2011 | Fredo Tovar                  |
| Do It Again (Terrace Martin; Kendrick Lamar és Wiz Khalifa közreműködésével)                                                      | 2011 | Fredo Tovar, Scott Fleishman |
| Rossi Wine (Droop-E; Kendrick Lamar közreműködésével)                                                                             | 2011 | Damon Jamal                  |
| The City (Game; Kendrick Lamar közreműködésével)                                                                                  | 2012 | Matt Alonzo                  |
| I’m On 2.0 (Trae Tha Truth; J. Cole, Kendrick Lamar, Jadakiss, Tyga, Mark Morrison, Gudda Gudda, Bun B és B.o.B közreműködésével) | 2012 | Philly Fly Boy               |
| Catch a Fade (E-40; Kendrick Lamar és Droop-E közreműködésével)                                                                   | 2012 | Fredo Tovar, Scott Fleishman |
| Power Circle (Rick Ross, Gunplay, Stalley, Wale és Meek Mill; Kendrick Lamar közreműködésével)                                    | 2012 | Dre Films                    |
| Push Thru (Talib Kweli; Kendrick Lamar és Currensy közreműködésével)                                                              | 2012 | Fredo Tovar, Scott Fleishman |
| Black Lip Bastard (Remix) (Ab-Soul; Kendrick Lamar, Schoolboy Q és Jay Rock közreműködésével)                                     | 2012 | The ICU                      |
| Fuckin’ Problems (ASAP Rocky; 2 Chainz, Drake és Kendrick Lamar közreműködésével)                                                 | 2012 | Sam Lecca, Clark Jackson     |
| Illuminate (Ab-Soul; Kendrick Lamar közreműködésével)                                                                             | 2013 | Fredo Tovar, Scott Fleishman |
| YOLO (The Lonely Island; Adam Levine és Kendrick Lamar közreműködésével)                                                          | 2013 | Akiva Schaffer               |
| We Up (50 Cent és Kendrick Lamar)                                                                                                 | 2013 | Eif Rivera                   |
| How Many Drinks? (Miguel; Kendrick Lamar közreműködésével)                                                                        | 2013 | Constellation Jones          |
| Memories Back Then (T.I.; B.o.B, Kendrick Lamar és Kris Stephens közreműködésével)                                                | 2013 | Philly Fly Boy               |
| Street Dreamin (Bridget Kelly; Kendrick Lamar közreműködésével)                                                                   | 2013 | Clifton Bell                 |
| Collard Greens (Schoolboy Q; Kendrick Lamar közreműködésével)                                                                     | 2013 | JDDC                         |
| Give It 2 U (Remix) (Robin Thicke; Kendrick Lamar és 2 Chainz közreműködésével)                                                   | 2013 | Diane Martel                 |
| Nosetalgia (Pusha T; Kendrick Lamar közreműködésével)                                                                             | 2013 | nincs                        |
| It’s On Again (Alicia Keys; Kendrick Lamar közreműködésével)                                                                      | 2014 | Rich Lee                     |
| Go Off (Reek da Villian; Kendrick Lamar, Ace Hood és Swizz Beatz közreműködésével)                                                | 2014 | Picture Perfect              |
| That’s Me Right There (Jasmine V; Kendrick Lamar közreműködésével)                                                                | 2014 | Gil Green                    |
| Never Catch Me (Flying Lotus; Kendrick Lamar közreműködésével)                                                                    | 2014 | Hiro Murai                   |
| Bad Blood (Taylor Swift; Kendrick Lamar közreműködésével)                                                                         | 2015 | Joseph Kahn                  |
| Classic Man (Remix) (Jidenna; Kendrick Lamar közreműködésével)                                                                    | 2015 | Benny Boom                   |
| Ain’t That Funkin’ Kinda Hard on You? (Remix) (Funkadelic; Kendrick Lamar és Ice Cube közreműködésével)                           | 2016 | Video God                    |
| Goosebumps (Travis Scott; Kendrick Lamar közreműködésével)                                                                        | 2017 | BRTHR                        |
| New Freezer (Rich the Kid; Kendrick Lamar közreműködésével)                                                                       | 2017 | Dave Free, Jack Begert       |
| Doves In The Wind (SZA; Kendrick Lamar közreműködésével)                                                                          | 2018 | Nabil Elderkin               |

## Produceri diszkográfia

### 2018

#### Kendrick Lamar és további előadók —Black Panther: The Album
- 01. Black Panther (Kendrick Lamar) (további producerek: Sounwave és Cubeatz)
- 04. The Ways (Khalid és Swae Lee) (további producerek: BadBadNotGood és Sounwave)
- 06. I Am (Jorja Smith) (további producerek: Sounwave)
- 08. Bloody Waters (Ab-Soul, Anderson .Paak és James Blake) (további producerek: Sounwave és Robin Hannibal)
- 10. Redemption Interlude (Zacari) (további producerek: Baby Keem)
- 12. Seasons (Mozzy, Sjava és Reason) (további producerek: Frank Dukes és Sounwave)